# Ольховатка (річка)
 Ольховатка — річка в Україні у Шахтарському й Бахмутському районах Донецької області. Ліва притока річки Булавинки (басейн Азовського моря).

## Опис
Довжина річки 11км , похил річки 12 м/км , площа басейну водозбіру 39,1 км² , найкоротша відстань між витоком і гирлом — 8,24  км, коефіцієнт звивистості річки — 1,33 . Формується декількома безіменними струмками та загатами.

## Розташування
Бере початок на південно-західній стороні від селища Кумшацьке. Тече переважно на північний захід між селищами Польове та Данилове і у селищі Ольховатка впадає у річку Булавинку, ліву притоку річки Кринки.
У деяких джерелах позначається як Велика Вільхова, а Вільхуваткою називається права притока, що бере початок біля с. Нікішине . 
Притоки: Хвощувата (ліва).
Населені пункти вздовж берегової смуги: Весела Долина.

## Цікаві факти
- На лівому березі річки у пригирловій частині розташований лісовий заказник місцевого значення Урочище Плоске[3][7].
- У XX столітті на річці існували природне джерело, піонерський табір, молочно-тваринна ферма (МТФ) та шахта Ольховатська[4].